# Pierre Bayen

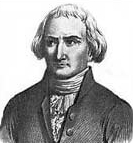
Pierre Bayen

Pierre Bayen (* 7. Februar 1725 in Chalons-sur-Marne; † 15. Februar 1798 in Paris) war ein französischer Chemiker. Er spielte eine Rolle als Vorläufer von Antoine Laurent de Lavoisier bei der Widerlegung der Phlogiston-Theorie der Verbrennung und er kam der Entdeckung des Sauerstoffs sehr nah.

## Leben
Bayen besuchte das Collège de Troyes und absolvierte eine Apothekerlehre in Reims. Er studierte ab 1749 in Paris bei Guillaume Francois Rouelle, dem Demonstrator für Chemie im Jardin du Roi. Ab 1755 war er Apotheker auf der französischen Expedition nach Menorca gegen die Engländer und von 1756 an war er Generalinspektor der Feldapotheken der französischen Armee in Deutschland im Siebenjährigen Krieg und ab 1766 für die ganze französische Armee. Dabei arbeitete er später eng mit dem Generalinspektor der Armee für Medizin Richard zusammen.
1765 wird er offiziell beauftragt, die Mineralwässer in Frankreich zu untersuchen (Analyse des eaux de Bagnères-de-Luchon 1765).
Bayen kam in Versuchen, die er 1774 veröffentlichte, der Entdeckung des Sauerstoffs sehr nah.  Er erhitzte Quecksilberoxid und beobachtete dabei das Entweichen eines Gases und Quecksilber als Rückstand. Umgekehrt konnte er mit diesem Gas Quecksilber in Quecksilberoxid verwandeln, wobei das Gewicht zunahm. Daraufhin sagte er sich von der Phlogiston-Theorie, nach der eine Phlogiston genannte Substanz bei Verbrennung entweicht, los. Da Bayen die Eigenschaften des von ihm beobachteten Gases nicht näher untersucht habe (so die gängige Begründung) gelten als Entdecker des Sauerstoffs heute im Allgemeinen Joseph Priestley, der 1774 ähnliche Experimente durchführte (im Gegensatz zu Bayen aber weiter der Phlogiston Theorie anhing), Lavoisier (1776, der  von Priestleys Experimenten durch Gespräche mit diesem Kenntnis hatte, die Phlogiston-Theorie endgültig widerlegte und die Eigenschaften der Luftbestandteile systematisch erforschte) und Carl Wilhelm Scheele (der vielleicht sogar Priorität hatte, aber erst 1777 veröffentlichte).
Lavoisier erwähnte Bayen in seinen Veröffentlichungen mit keinem Wort, worüber sich Bayen beschwerte. Da er relativ unbekannt war, ignorierte ihn Lavoisier (so Lavoisiers Biograph Ferenc Szabadvary).
Bayen untersuchte auch Minerale und bestimmte zum Beispiel Arsen-Anteile im Zinnerz. Zur Zeit der Französischen Revolution war er mit Hilaire-Marin Rouelle und Louis Martin Charlard beauftragt, die Arsenbelastung von Zinn zu untersuchen, das als Geschirr benutzt wurde. Das wurde in Recherches chimiques sur l’etain 1781 veröffentlicht. Weiter veröffentlichte er im Journal de Physique und in den Annales de chimie.
1795 wurde er zum Mitglied der Académie des sciences gewählt. Er war Mitglied des Institut national de France, des Collège de Pharmacie de Paris und der Societé de Médecine. Das Militärhospital in Chalons-sur-Marne trägt seinen Namen.

## Schriften
- Opucscules Chimiques, 2 Bände, Paris: Dugour et Durand, 1798 (Jahr VI der Republik)